# 交趾陶

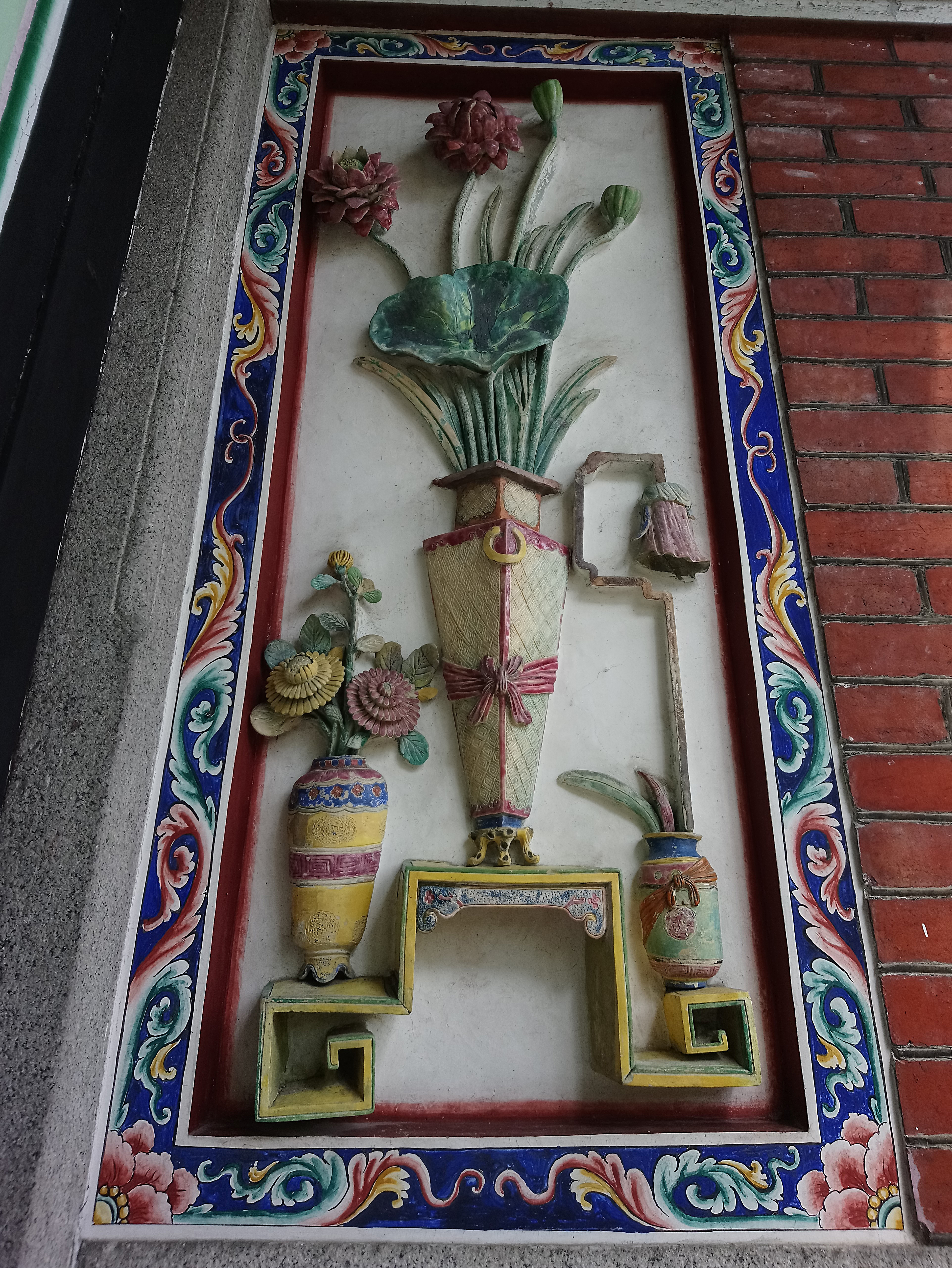
臺北孔子廟儀門交趾陶蓮花

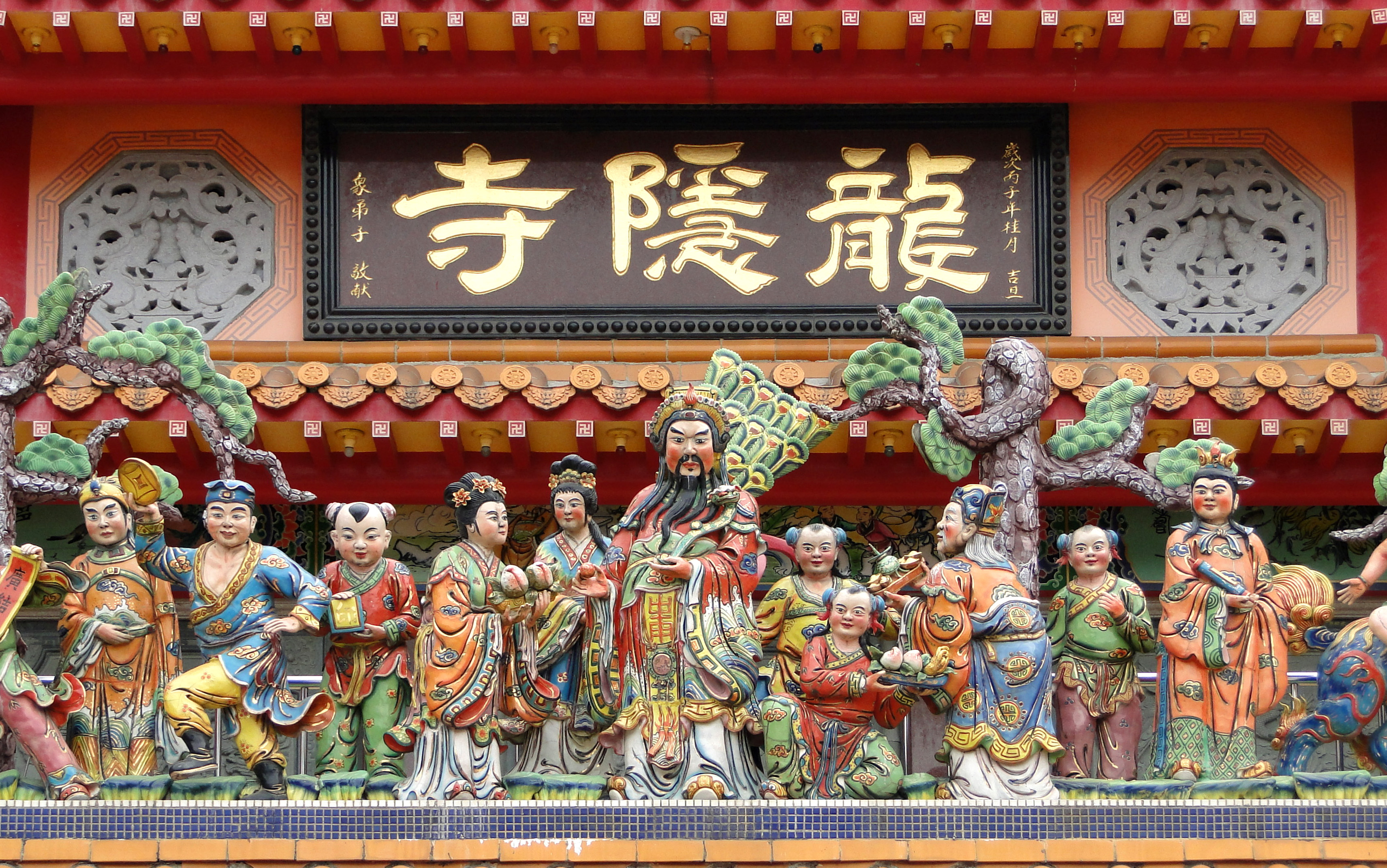
嘉義觸口龍隱寺

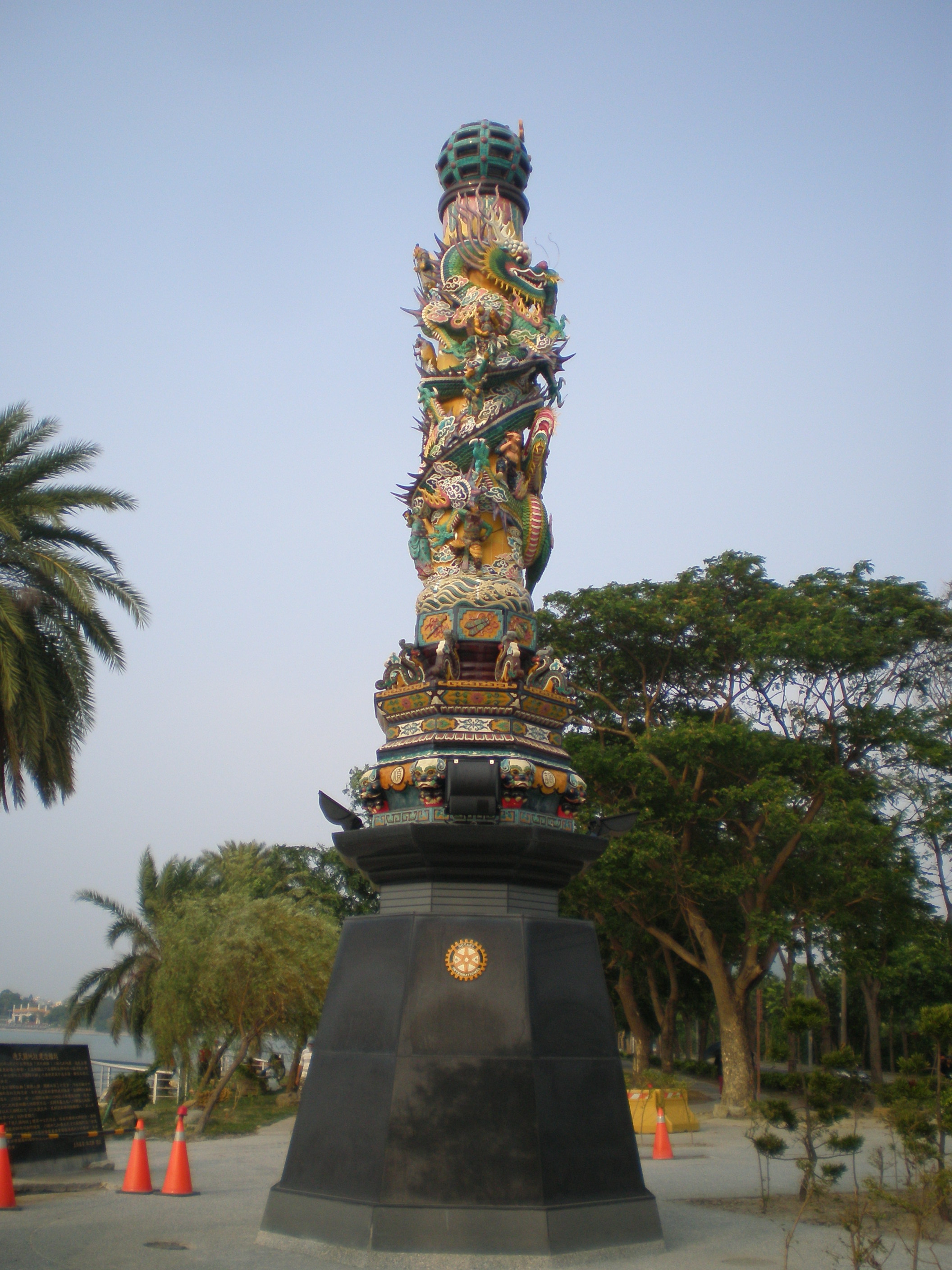
高雄蓮池潭通天鎮地柱

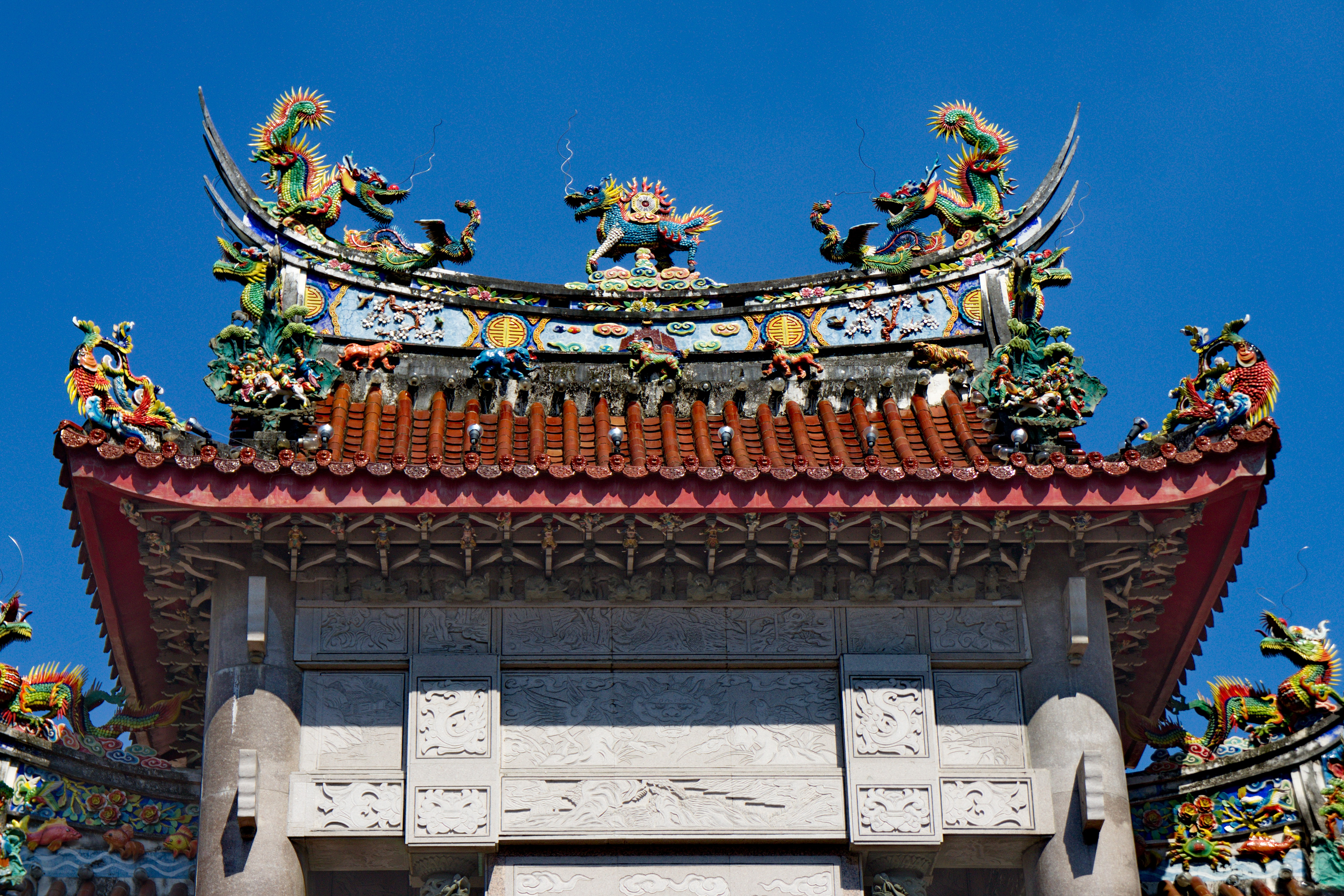
嘉義城隍廟上牌樓的交趾陶

交趾陶，又名嘉義燒，是起源於華南，在臺灣發展之傳統建築（如廟宇）的裝飾，源自唐三彩，是一種低溫彩釉軟陶，主要都在民間默默發展與延續，早期最常見於廟宇的水車堵，而近代交趾陶則越來越少裝置於水車堵內，但依然可在廟宇內欣賞到交趾陶，例如:中大型壁堵，但並非每間廟宇都會有，但此種交趾陶壁堵，皆須手工訂製，製作步驟繁複，造價頗高（視體積大小而定）端看廟方是否願意製作。大約1980年代期間，在嘉義縣市有些古董商人將廟宇翻修拆除的交趾陶買進在古董市場上流通，讓交趾陶開始轉而可收藏的藝術品，因而有廟宇的交趾陶剪黏師傅開始轉而製作交趾陶藝品，在當時交趾陶頗為熱門，只是後來創作題材受限於傳統，少有新意，遂逐漸沒落。
而最近由於臺灣文創產業逐漸興起，在嘉義縣新港鄉有工藝家開始將傳統交趾陶導入文化創意，將交趾陶結合以觀光休閒形式推廣，例如板陶窯、古笨港陶華園。也發展出不少交趾陶的創意商品，像是交趾陶的造型公仔等。

## 交趾陶名稱由來
由華南傳入臺灣的一種特殊製陶技術，據目前在臺灣的藝師說法，這門技藝早期並非叫交趾陶，交趾陶的稱呼是來自日本稱這門技藝為交趾燒，而臺灣的藝師是稱為南燙(或淋湯為臺語音)，後來由於時代的轉變，臺灣在日治時期引進來自日本的釉上彩，當時的藝師又稱此種釉彩為水燙，更因為在製作上日本的釉上彩又比原先來自廣東體系的釉彩，更容易操作，後來有一段時期廟宇裡的陶塑釉彩幾乎被這種水釉（水彩釉為生釉，燒成後始見釉色，渾厚溫潤為其特色）取代，而一直到現今交趾陶的釉彩採用的大都為林添木先生體系的寶石釉（寶石釉為熔塊釉，釉色穩定亮麗），質感比水釉來的精緻，釉色如寶石般的光澤以及隨著陶塑形體不同產生不同的流釉效果，十分美麗。

## 交趾陶工序
- 畫稿
- 捏塑形體（捏、推、塑、貼、刻、劃）
- 將捏製好的作品陰乾至半乾狀態
- 將坯體背部或底部掏空（使燒製時不致龜裂）
- 完全乾燥後進行素燒（至攝氏1100度）
- 素燒完成後便上釉
- 最後是再進行一次釉燒（溫度約攝氏850度-900度）